# Championnat de France de football 2004-2005
Navigation
Ligue 1 2003-2004 Ligue 1 2005-2006
Le Championnat de France de football 2004-2005 a vu la consécration de l'Olympique lyonnais pour la 4e année consécutive.
Avec quatre titres consécutifs, l'Olympique lyonnais égale les records de l'AS Saint-Étienne (1967→1970) et de l'Olympique de Marseille (1989→1992).

## Les 20 clubs participants
| \| AC Ajaccio AJ Auxerre SC Bastia FC Girondins de Bordeaux SM Caen FC Istres RC Lens Lille OSC Olympique lyonnais Olympique de Marseille FC Metz AS Monaco FC FC Nantes OGC Nice Paris SG Stade rennais FC AS Saint-Étienne FC Sochaux RC Strasbourg Toulouse FC \| Localisation des clubs engagés dans le championnat. |
| AC Ajaccio AJ Auxerre SC Bastia FC Girondins de Bordeaux SM Caen FC Istres RC Lens Lille OSC Olympique lyonnais Olympique de Marseille FC Metz AS Monaco FC FC Nantes OGC Nice Paris SG Stade rennais FC AS Saint-Étienne FC Sochaux RC Strasbourg Toulouse FC                                                           |

| - AC Ajaccio - AJ Auxerre - SC Bastia - FC Girondins de Bordeaux - SM Caen | - FC Istres OP - RC Lens - Lille OSC - Olympique lyonnais - Olympique de Marseille | - FC Metz - AS Monaco FC - FC Nantes - OGC Nice - Paris SG | - Stade rennais FC - AS Saint-Étienne - FC Sochaux - RC Strasbourg - Toulouse FC |

Promus de Ligue 2
- AS Saint-Étienne : Champion de Ligue 2 la saison précédente
- SM Caen : Vice-Champion de Ligue 2 la saison précédente
- FC Istres OP : 3e de Ligue 2 la saison précédente

Clubs par année de leur dernière montée dans l'élite
| Club                     | Dernière montée | Club             | Dernière montée |
| ------------------------ | --------------- | ---------------- | --------------- |
| FC Nantes                | 1963            | Lille OSC        | 2000            |
| Paris SG                 | 1974            | FC Sochaux       | 2001            |
| AS Monaco FC             | 1977            | AC Ajaccio       | 2002            |
| AJ Auxerre               | 1980            | RC Strasbourg    | 2002            |
| Olympique lyonnais       | 1989            | OGC Nice         | 2002            |
| RC Lens                  | 1991            | Toulouse FC      | 2003            |
| FC Girondins de Bordeaux | 1992            | FC Metz          | 2003            |
| Stade rennais FC         | 1994            | AS Saint-Étienne | 2004            |
| SC Bastia                | 1994            | SM Caen          | 2004            |
| Olympique de Marseille   | 1996            | FC Istres OP     | 2004            |

## Classement final
Victoire à 3 points.
| Rang | Équipe                 | Pts | J  | G  | N  | P  | Bp | Bc | Diff \|\| Moy. Spec. |        |
| ---- | ---------------------- | --- | -- | -- | -- | -- | -- | -- | -------------------- | ------ |
| 1    | Olympique lyonnais T S | 79  | 38 | 22 | 13 | 3  | 56 | 22 | +34                  | 37 509 |
| 2    | Lille OSC              | 67  | 38 | 18 | 13 | 7  | 52 | 29 | +23                  | 13 333 |
| 3    | AS Monaco              | 63  | 38 | 15 | 18 | 5  | 52 | 35 | +17                  | 11 775 |
| 4    | Stade rennais FC       | 55  | 38 | 15 | 10 | 13 | 49 | 42 | +7                   | 23 267 |
| 5    | Olympique de Marseille | 55  | 38 | 15 | 10 | 13 | 47 | 42 | +5                   | 52 996 |
| 6    | AS Saint-Étienne P     | 53  | 38 | 12 | 17 | 9  | 47 | 34 | +13                  | 29 875 |
| 7    | RC Lens                | 52  | 38 | 13 | 13 | 12 | 45 | 39 | +6                   | 34 964 |
| 8    | AJ Auxerre C           | 52  | 38 | 14 | 10 | 14 | 48 | 47 | +1                   | 11 373 |
| 9    | Paris Saint-Germain    | 51  | 38 | 12 | 15 | 11 | 40 | 41 | -1                   | 35 401 |
| 10   | FC Sochaux-Montbéliard | 50  | 38 | 13 | 11 | 14 | 42 | 41 | +1                   | 15 686 |
| 11   | RC Strasbourg L        | 48  | 38 | 12 | 12 | 14 | 42 | 43 | -1                   | 17 441 |
| 12   | OGC Nice               | 46  | 38 | 10 | 16 | 12 | 38 | 45 | -7                   | 11 521 |
| 13   | Toulouse FC            | 46  | 38 | 12 | 10 | 16 | 36 | 43 | -7                   | 23 323 |
| 14   | AC Ajaccio             | 45  | 38 | 10 | 15 | 13 | 36 | 40 | -4                   | 3 047  |
| 15   | Girondins de Bordeaux  | 44  | 38 | 8  | 20 | 10 | 37 | 41 | -4                   | 23 474 |
| 16   | FC Metz                | 44  | 38 | 10 | 14 | 14 | 33 | 45 | -12                  | 18 205 |
| 17   | FC Nantes              | 43  | 38 | 10 | 13 | 15 | 33 | 38 | -5                   | 30 738 |
| 18   | SM Caen P              | 42  | 38 | 10 | 12 | 16 | 36 | 60 | -24                  | 19 806 |
| 19   | SC Bastia              | 41  | 38 | 11 | 8  | 19 | 32 | 48 | -16                  | 5 213  |
| 20   | FC Istres OP P         | 32  | 38 | 6  | 14 | 18 | 25 | 51 | -26                  | 6 937  |

Qualifications européennes
Ligue des Champions 2005-2006
- 1er et 2e : phase de groupes
- 3e : 3e tour préliminaire

Coupe UEFA 2005-2006
- 4e et vainqueurs des coupes[2] : 1er tour

Coupe Intertoto 2005
- 5e : 3e tour
- 6e et 7e : 2e tour

Relégation
- 18e, 19e et 20e : relégation en Ligue 2

Abréviations
T : Tenant du titre

P : Promus de Ligue 2 2003-2004

C : Vainqueur de la Coupe de France 2004-05

L : Vainqueur de la Coupe de la ligue 2004-05

S : Vainqueur du Trophée des champions 2004

### Qualifications européennes
- Ligue des Champions :
  - Olympique lyonnais : Champion de France (Premier Tour)
  - Lille OSC : Vice-Champion de France (Premier Tour)
  - AS Monaco : 3e du Championnat de France (Tour Préliminaire)
- Coupe UEFA
  - Stade rennais : 4e du Championnat de France
  - AJ Auxerre : Vainqueur de la Coupe de France
  - RC Strasbourg : Vainqueur de la Coupe de la Ligue
- Coupe Intertoto
  - Olympique de Marseille : 5e du Championnat de France
  - AS Saint-Étienne : 6e du Championnat de France
  - RC Lens : 7e du Championnat de France

### Relégations et Promotions
- Sont relégués en Ligue 2
  - SM Caen : 1er relégable du Championnat de France de football
  - SC Bastia : Avant-Dernier du Championnat de France de football
  - FC Istres : Dernier du Championnat de France de football
- Sont promus en Ligue 1
  - AS Nancy-Lorraine : Champion de France de Ligue 2
  - Le Mans UC : Vice-Champion de France de Ligue 2
  - ES Troyes AC : 3e de Ligue 2

## Matchs
| Résultats (▼dom., ►ext.)                                   | ACA | AJA | SCB | GDB | SMC | FCIOP | RCL | LOSC | OL  | OM  | FCM | ASM | FCNA | OGCN | PSG | SRFC | ASSE | FCSM | RCS | TFC |
| AC Ajaccio                                                 |     | 4-3 | 1-0 | 0-0 | 2-2 | 0-0   | 0-0 | 0-0  | 1-1 | 2-0 | 1-2 | 3-0 | 1-1  | 0-1  | 1-0 | 1-1  | 1-1  | 3-1  | 2-2 | 1-0 |
| AJ Auxerre                                                 | 1-0 |     | 4-1 | 0-0 | 1-0 | 0-0   | 3-0 | 1-3  | 0-3 | 0-0 | 4-0 | 2-2 | 2-1  | 4-3  | 1-1 | 3-1  | 2-2  | 2-0  | 0-0 | 3-2 |
| SC Bastia                                                  | 1-0 | 1-0 |     | 1-4 | 2-0 | 2-0   | 3-1 | 3-1  | 1-1 | 0-1 | 1-0 | 0-2 | 0-0  | 2-0  | 1-2 | 1-1  | 0-3  | 1-1  | 2-1 | 2-1 |
| Girondins de Bordeaux                                      | 0-0 | 0-0 | 0-0 |     | 2-2 | 2-2   | 1-1 | 1-3  | 0-0 | 3-3 | 1-0 | 1-1 | 0-2  | 5-1  | 3-0 | 0-0  | 2-0  | 2-0  | 0-2 | 1-1 |
| SM Caen                                                    | 2-2 | 0-2 | 0-1 | 1-1 |     | 1-1   | 1-0 | 0-0  | 1-0 | 2-3 | 0-1 | 1-0 | 2-1  | 0-0  | 0-0 | 2-2  | 2-0  | 0-2  | 0-0 | 0-2 |
| FC Istres OP                                               | 0-1 | 1-0 | 1-0 | 0-1 | 3-2 |       | 0-2 | 0-2  | 0-0 | 0-2 | 0-0 | 0-1 | 0-1  | 1-1  | 1-1 | 0-2  | 0-2  | 2-0  | 1-1 | 1-0 |
| RC Lens                                                    | 1-1 | 3-1 | 2-1 | 2-0 | 0-1 | 0-1   |     | 1-1  | 0-1 | 0-0 | 2-0 | 1-1 | 2-0  | 0-0  | 2-2 | 5-2  | 3-0  | 3-2  | 2-1 | 1-0 |
| Lille OSC                                                  | 0-2 | 2-0 | 2-1 | 0-0 | 2-0 | 8-0   | 2-1 |      | 2-1 | 1-2 | 4-0 | 1-1 | 2-1  | 1-0  | 1-0 | 0-0  | 1-0  | 0-0  | 1-1 | 1-1 |
| Olympique lyonnais                                         | 2-1 | 2-1 | 0-0 | 5-1 | 4-0 | 2-1   | 1-0 | 1-0  |     | 1-1 | 2-0 | 0-0 | 2-0  | 0-0  | 0-1 | 2-1  | 3-2  | 1-1  | 1-0 | 4-0 |
| Olympique de Marseille                                     | 1-2 | 0-1 | 1-0 | 1-0 | 2-3 | 1-1   | 2-1 | 3-0  | 0-1 |     | 1-3 | 1-1 | 3-1  | 2-0  | 1-1 | 3-1  | 1-1  | 0-2  | 2-0 | 1-0 |
| FC Metz                                                    | 1-0 | 3-0 | 2-0 | 0-0 | 1-2 | 2-1   | 1-1 | 1-1  | 1-1 | 0-1 |     | 1-1 | 1-0  | 1-1  | 3-2 | 1-1  | 2-2  | 0-0  | 1-0 | 0-1 |
| AS Monaco                                                  | 2-2 | 0-0 | 5-2 | 1-1 | 5-2 | 2-1   | 2-0 | 2-0  | 1-1 | 2-1 | 0-0 |     | 2-1  | 3-4  | 2-0 | 2-0  | 1-1  | 1-3  | 3-1 | 2-1 |
| FC Nantes                                                  | 0-0 | 1-1 | 1-1 | 0-1 | 2-0 | 1-0   | 1-0 | 1-3  | 2-2 | 2-2 | 1-0 | 0-0 |      | 0-1  | 1-0 | 2-0  | 0-0  | 2-2  | 2-1 | 2-2 |
| OGC Nice                                                   | 3-0 | 1-0 | 1-1 | 3-3 | 0-1 | 0-0   | 1-1 | 1-1  | 0-1 | 1-1 | 1-1 | 2-1 | 0-0  |      | 1-1 | 2-0  | 2-0  | 2-1  | 0-0 | 1-0 |
| Paris Saint-Germain                                        | 1-0 | 1-0 | 1-0 | 1-1 | 2-2 | 2-2   | 0-2 | 1-1  | 0-0 | 2-1 | 3-0 | 0-1 | 1-0  | 3-1  |     | 1-0  | 2-2  | 2-2  | 1-0 | 0-0 |
| Stade rennais                                              | 2-0 | 1-0 | 1-0 | 2-0 | 1-1 | 3-1   | 3-1 | 0-1  | 1-2 | 1-0 | 3-1 | 0-0 | 1-0  | 4-1  | 2-1 |      | 2-2  | 3-0  | 4-0 | 1-1 |
| AS Saint-Étienne                                           | 3-0 | 3-1 | 3-0 | 0-0 | 5-0 | 2-0   | 0-0 | 0-0  | 2-3 | 2-0 | 0-0 | 0-1 | 0-0  | 2-1  | 0-0 | 1-0  |      | 1-0  | 1-1 | 0-0 |
| FC Sochaux-Montbéliard                                     | 1-0 | 1-2 | 1-0 | 4-0 | 1-0 | 1-1   | 1-2 | 0-2  | 0-2 | 2-0 | 2-1 | 1-1 | 1-0  | 0-0  | 1-2 | 3-0  | 2-1  |      | 1-2 | 2-0 |
| RC Strasbourg                                              | 1-0 | 3-1 | 2-0 | 1-0 | 5-0 | 1-1   | 2-2 | 1-2  | 0-1 | 1-0 | 3-1 | 0-0 | 0-2  | 3-1  | 3-1 | 1-0  | 1-1  | 0-0  |     | 1-4 |
| Toulouse FC                                                | 3-1 | 1-2 | 1-0 | 1-0 | 2-3 | 2-1   | 0-0 | 1-0  | 0-2 | 1-3 | 1-1 | 0-0 | 2-1  | 1-0  | 2-1 | 0-2  | 0-2  | 0-0  | 2-0 |     |
| - Victoire à domicile - Match nul - Victoire à l'extérieur |     |     |     |     |     |       |     |      |     |     |     |     |      |      |     |      |      |      |     |     |

## Les grandes dates de la saison
- 6 août 2004 : Match d'ouverture de la saison 2004-2005 : OGC Nice-Lyon 0-1
- 21 septembre : Dominique Bijotat est démis de ses fonctions d'entraîneur de l'AC Ajaccio ; Olivier Pantaloni assure l'intérim.
- 4 octobre : Antoine Kombouaré est remercié par le RC Strasbourg. Jacky Duguépéroux est nommé entraîneur du Racing.
- 26 octobre : Rolland Courbis prend officiellement son poste d'entraîneur à l'AC Ajaccio.
- 23 novembre : Démission de l'entraîneur marseillais José Anigo. Albert Emon assure l'intérim. Philippe Troussier entre en fonction quelques jours plus tard.
- 10 décembre : Canal+ enlève l’exclusivité sur le Championnat de France de football pour un montant record de 600 millions d'euros par saison, soit un montant en hausse de 62 % par rapport au contrat précédent. Avec 1,8 milliard d'euros sur trois ans, le Championnat de France devient le championnat numéro un, juste devant le Championnat d'Angleterre. En ajoutant les droits à l'étranger, les Anglais restent devant les Français, d'une courte tête.
- 19 décembre 2004 : Fin des matches aller. L'Olympique lyonnais est en tête du classement d'automne avec 39 pts, suivi de Lille OSC (36 pts) et de l'AJ Auxerre (32 pts).
- 2 janvier : Loïc Amisse est démis de ses fonctions d'entraîneur du FC Nantes. Serge Le Dizet prend le relais.
- 10 janvier : Mehmed Baždarević est démis de ses fonctions d'entraîneur du FC Istres. Le binôme Jean-Louis Gasset / Xavier Gravelaine prend en charge l'équipe fanion.
- 23 janvier : Fin de série d'invincibilité en championnat de France pour l'Olympique lyonnais, battu à Lille, 2-1.
- 24 janvier : L'entraîneur du RC Lens, Joël Muller, est remercié ; l'ex-adjoint de Muller, Francis Gillot, est nommé entraîneur.
- 8 février : Le PSG se sépare de son entraîneur Vahid Halilhodžić.
- 13 avril : François Ciccolini, entraîneur du SC Bastia est remercié. Michel Padovani et Éric Durand assurent l'intérim.
- 25 avril : Gernot Rohr, entraîneur de l'OGC Nice est remercié. Gérard Buscher assure l'intérim.
- 6 mai : Caen change d'entraîneur, Patrick Remy est remplacé par Franck Dumas.
- Dim 8 mai 2005 : Après sa victoire sur Ajaccio 2-1 grâce à des buts de Govou et Caçapa, lors de la 35e journée, Lyon est sacré champion de France pour la quatrième fois consécutive. La veille, Istres était mathématiquement condamné à la descente en Ligue 2.
- 9 mai : Le coentraîneur du FC Istres, Xavier Gravelaine prend le poste de manager-général du club. Le poste d'entraîneur est désormais occupé par Jean-Louis Gasset, jusque-là en binôme avec Gravelaine. Gasset s'est engagé pour deux saisons avec Istres.
- 9 mai : L'entraîneur de l'Olympique lyonnais Paul Le Guen annonce qu'il ne sera plus lyonnais la saison prochaine.
- 28 mai : 38e et dernière journée, l'Olympique lyonnais totalise 79 pts ; Lille (67 pts) et l'AS Monaco (63 pts) complètent le podium. Nantes sauve sa place en Ligue 1 en battant Metz. Sont relégués en Ligue 2 : Istres, Bastia et Caen.

## Classement des buteurs
Mise à jour : 30 mai 2005 (après la 38e journée)
| # | Buteur                                                        | Club                                                                          | Buts Note 1 | Pen. Note 1 |
| - | ------------------------------------------------------------- | ----------------------------------------------------------------------------- | ----------- | ----------- |
| 1 | Alexander Frei                                                | Stade rennais FC                                                              | 20          | 0           |
| 2 | Mickaël Pagis                                                 | RC Strasbourg                                                                 | 15          | 4           |
| 3 | Pauleta                                                       | Paris Saint-Germain                                                           | 14          | 5           |
| 4 | Pascal Feindouno Juninho Ilan Sébastien Mazure Matt Moussilou | AS Saint-Étienne Olympique lyonnais FC Sochaux-Montbéliard SM Caen LOSC Lille | 13          | 3 1 2 0 0   |
| 9 | Mamadou Niang John Utaka                                      | RC Strasbourg RC Lens                                                         | 12          | 0 1         |

| Source : Classement des buteurs sur le site de la LFP 1 : Nombre de buts inscrits (+) dont nombre de penalties (-) |

## Statistiques
|               | Meilleure attaque            | Meilleure défense            |
| à domicile    | AS Monaco (38 buts)          | AS Saint-Étienne (7 buts)    |
| à l'extérieur | Olympique lyonnais (23 buts) | Olympique lyonnais (12 buts) |
| global        | Olympique lyonnais (56 buts) | Olympique lyonnais (22 buts) |

- Plus grand nombre de victoires : Olympique lyonnais (22)
- Plus grand nombre de matchs nuls : Girondins de Bordeaux (20)
- Plus grand nombre de défaites : SC Bastia (19)

## Parcours en coupes d'Europe
Le parcours des clubs français en coupes d'Europe est important puisqu'il détermine le coefficient UEFA, et donc le nombre de clubs français présents en coupes d'Europe les années suivantes.
| Club                | Compétition         |                                                                     |
| ------------------- | ------------------- | ------------------------------------------------------------------- |
| Olympique lyonnais  | Ligue des Champions | éliminé en quart de finale (PSV Eindhoven )                         |
| AS Monaco           | Ligue des Champions | éliminé en huitième de finale (PSV Eindhoven )                      |
| Paris Saint-Germain | Ligue des Champions | éliminé en phase de groupes (Chelsea FC , FC Porto et CSKA Moscou ) |
| AJ Auxerre          | Coupe UEFA          | éliminé en quart de finale (CSKA Moscou )                           |
| Lille OSC           | Coupe UEFA          | éliminé en huitième de finale (AJ Auxerre )                         |
| FC Sochaux          | Coupe UEFA          | éliminé en seizième de finale (Olympiakos Le Pirée )                |
| LB Châteauroux      | Coupe UEFA          | éliminé en tour de qualification (FC Bruges )                       |